# Frank Moss (político)
Frank Edward "Ted" Moss (23 de septiembre de 1911-29 de enero de 2003) fue un abogado y político estadounidense. Miembro del Partido Demócrata, se desempeñó como senador de los Estados Unidos por Utah desde 1959 hasta 1977.

## Primeros años y educación
Frank Moss nació en Holladay, un suburbio de Salt Lake City, Utah, como el menor de siete hijos de James Edward y Maude (de soltera Nixon) Moss. Su padre, un conocido educador de secundaria, era conocido como el "padre del atletismo de secundaria" en Utah. En 1929, se graduó de Granite High School, donde había sido presidente de la clase de primer año, editor del periódico escolar, dos veces campeón de debates estatales y centro en el equipo de fútbol.
Moss luego asistió a la Universidad de Utah, donde obtuvo una doble especialización en oratoria e historia. Durante la universidad, fue presidente de la clase de segundo año y entrenador del equipo de debate universitario. Se graduó magna cum laude en 1933. Al año siguiente, se casó con Phyllis Hart (la hija de Charles H. Hart ), con quien permaneció casado hasta su muerte en 2003; la pareja tuvo una hija y tres hijos.
Moss estudió en la Facultad de Derecho de la Universidad George Washington en Washington D. C., donde fue editor de The George Washington Law Review (1936-1937). Mientras estudiaba en Washington, trabajó en la Administración Nacional de Recuperación, la Administración de Reasentamiento y la Administración de Crédito Agrícola. Recibió su título de Juris Doctor cum laude en 1937.

## Carrera temprana
Después de su admisión al colegio de abogados, Moss fue miembro del personal legal de la Comisión de Bolsa y Valores de Estados Unidos de 1937 a 1939. Luego regresó a Utah, donde abrió una práctica privada en Salt Lake City y se convirtió en asistente legal del juez de la Corte Suprema de Utah, James H. Wolfe. En su primera carrera para un cargo público, fue elegido juez del Tribunal Municipal de Salt Lake City en 1940. Durante la Segunda Guerra Mundial, sirvió en las Fuerzas Aéreas del Ejército de los Estados Unidos en el departamento del juez defensor general en el Teatro Europeo (1942-1945).
Después de su servicio militar, Moss regresó a Salt Lake City y fue reelegido como juez de la ciudad, ocupando ese puesto hasta su renuncia en 1950. Se desempeñó como fiscal del condado de Salt Lake desde 1950 hasta 1959. Durante esos años, ejerció la abogacía en las firmas Moss & Hyde (1951-1955) y Moss & Cowley (1955-1959). En 1956, fue un candidato fracasado para la nominación demócrata para gobernador de Utah, perdiendo ante el comisionado de la ciudad LC Romney.

## Senado de los Estados Unidos
En 1958, Moss corrió para el Senado de Estados Unidos en contra de dos mandatos titular Arthur V. Watkins, un aliado cercano tanto de la administración Eisenhower y La Iglesia de Jesucristo de los Santos de los Últimos Días (véase también Mormón ), y también contra J. Bracken Lee, un no mormón y ex gobernador de Utah durante dos períodos (1949–57), que se postuló como independiente después de perder ante Watkins en las primarias republicanas. El voto republicano se dividió en las elecciones generales, en gran parte por el descontento local con el hecho de que Watkins presidiera el comité que censuró al senador Joseph McCarthy, y Moss ganó las elecciones con menos del 40 por ciento de los votos.
Moss fue uno de los patrocinadores originales de las leyes para crear Medicaid, un programa para cubrir la atención médica para personas de bajos ingresos.
Moss fue elegido para un segundo mandato en 1964, derrotando al presidente de la Universidad Brigham Young,Ernest L. Wilkinson. Fue elegido para un tercer mandato en 1970 derrotando al congresista de  cuatro mandatos Laurence J. Burton. Obtuvo prominencia nacional con respecto a cuestiones ambientales, de consumo y de atención médica. Moss se convirtió en un experto en temas relacionados con el agua y escribió The Water Crisis en 1967. Trabajó para asegurar parques nacionales adicionales para Utah e inició importantes investigaciones sobre el cuidado de los ancianos en hogares de ancianos y de retiro, y sobre los abusos de los médicos del programa federal Medicaid. En 1974, Moss se unió al senador Frank Church (D-Idaho) para patrocinar la primera legislación para proporcionar fondos federales para programas de cuidados paliativos. El proyecto de ley no tuvo un apoyo generalizado y no fue sometido a votación. El Congreso finalmente incluyó un beneficio de hospicio en Medicare en 1982. En 1976 Moss respaldó una enmienda constitucional que revocó Roe v. Wade y proscribiendo el aborto.
Moss presidió el Subcomité de Consumidores del Comité de Comercio del Senado, donde patrocinó una medida, la Ley de Publicidad y Etiquetado de Cigarrillos de 1966, que requiere un etiquetado detallado en los paquetes de cigarrillos que indique los peligros para la salud de fumar y prohíba la publicidad del tabaco en la radio y la televisión . También patrocinó la Ley de garantías de productos del consumidor (conocida como la Ley Magnuson-Moss), la Ley de Seguridad de los Juguetes, la Ley de seguridad de los productos y la Ley de embalaje para la prevención de envenenamientos. También fue presidente del Comité del Senado de Estados Unidos sobre Ciencias Aeronáuticas y Espaciales entre 1973 y 1977.[cita requerida]
Moss se postuló para un cuarto mandato en 1976 contra el republicano Orrin Hatch. Entre otras cuestiones, Hatch criticó el mandato de 18 años de Moss en el Senado y dijo: "¿Cómo se llama a un senador que ha ocupado el cargo durante 18 años? Lo llamas a casa ". Hatch argumentó que muchos senadores, incluido Moss, habían perdido contacto con sus electores. Hatch ganó las elecciones por un margen inesperadamente amplio de nueve puntos y procedió a ocupar ese puesto durante los siguientes 42 años.
Posteriormente, Moss volvió a ejercer la abogacía en Washington D. C. y Salt Lake City. Hasta la fecha, fue el último demócrata en representar a Utah en el Senado de Estados Unidos.